# Химия (телесериал)
«Химия»  (англ. Chemistry) — американский телесериал в жанре драмеди, стартовавший на канале Cinemax 19 августа 2011 года.
Запланированный второй сезон не был снят, поскольку Ана Александр, ведущая актриса, покинула проект, заявив, что её не устраивает обилие наготы и сексуальных сцен.

## Сюжет
В сериале рассказывается о граничащем с эротическим безумием романе женщины-полицейского Лиз Кампано и адвоката Майкла Стратмора, который начался после того, как Лиз спасла последнего от автокатастрофы. Последняя серия первого сезона вышла в эфир 18 ноября 2011 года.

## В ролях
- Ана Александр — Лиз Кампано (женщина-полицейский Лос-Анджелеса и бывшая художница)
- Джонатан Чейз — Майкл Стратмор (корпоративный юрист, его роман с Лиз поставил под угрозу его профессию и личную жизнь[5])
- Рэган Брукс — Джоселин Делакорт (невеста Майкла)
- Чад Эверетт — Вик Стратмор
- Салли Келлерман — Лола
- Джереми Кент Джексон — Лютер
- Морган Фэрчайлд — мать Майкла
- Оги Дьюк — Пэмми Делакорт

## Рейтинги
Шестой эпизод «Время простоя», вышедший в эфир 30 сентября 2011 года, собрал 0,242 миллиона зрителей, что стало наилучшим показателем для сериала.

## Восприятие
Портал MovieTele.it отмечает, что несмотря на обилие эротического контента в кадре, сериал лишён пошлости.